# 劳特霍芬
劳特霍芬是德国巴伐利亚州的一个市镇。总面积82.97平方公里，总人口3614人，其中男性1812人，女性1802人（2011年12月31日），人口密度44人/平方公里。